# Elezioni generali in Nigeria del 2019
Le elezioni generali in Nigeria del 2019 si sono tenute il 23 e 24 febbraio per l'elezione del Presidente e dei membri del Parlamento.

## Risultati

### Elezioni presidenziali
| Muhammadu Buhari                 | Congresso di Tutti i Progressisti       | 15 191 847 | 55,60 |  |  |  |  |  |
| Atiku Abubakar                   | Partito Democratico Popolare            | 11 262 978 | 41,22 |  |  |  |  |  |
| Nicolas Felix                    | Partito della Coalizione Popolare       | 110 196    | 0,40  |  |  |  |  |  |
| Mailafia Obadiah                 | Congresso Democratico Africano          | 97 874     | 0,36  |  |  |  |  |  |
| John Wilson Terwase Gbor         | Grande Alleanza di Tutti i Progressisti | 66 851     | 0,24  |  |  |  |  |  |
| Yabagi Sani Yusuf                | Partito Democratico d'Azione            | 54 930     | 0,20  |  |  |  |  |  |
| Davidson Isibor Akhimien         | Partito dello Sviluppo della Nigeria    | 41 852     | 0,15  |  |  |  |  |  |
| Ibrahim Aliyu Hassan             | Alleanza dei Popoli Africani            | 36 866     | 0,13  |  |  |  |  |  |
| Donald Duke                      | Partito Socialdemocratico               | 34 746     | 0,13  |  |  |  |  |  |
| Omoyele Sowore                   | Congresso dell'Azione Africana          | 33 953     | 0,12  |  |  |  |  |  |
| Thomas Ayo Da-Silva              | Congresso Salva la Nigeria              | 28 680     | 0,10  |  |  |  |  |  |
| Shitu Mohammed Kabir             | Alleanza Democratica dei Popoli         | 26 558     | 0,10  |  |  |  |  |  |
| Yusuf Mamman Dantalle            | Movimento dei Popoli Alleati            | 26 039     | 0,10  |  |  |  |  |  |
| Kingsley Moghalu                 | Partito Progressista Giovane            | 21 886     | 0,08  |  |  |  |  |  |
| Ameh Peter Ojonugwa              | Alleanza dei Popoli Progressisti        | 21 822     | 0,08  |  |  |  |  |  |
| Ositelu Isaac Babatunde          | Partito dell'Accordo                    | 19 219     | 0,07  |  |  |  |  |  |
| Olufela Durotoye                 | Alleanza per la Nuova Nigeria           | 16 779     | 0,06  |  |  |  |  |  |
| Bashayi Isa Dansarki             | Movimento delle Masse della Nigeria     | 14 540     | 0,05  |  |  |  |  |  |
| Johnson Osakwe Felix             | Partito Popolare Democratico            | 14 483     | 0,05  |  |  |  |  |  |
| Abdulrashid Hassan Baba          | Alleanza d'Azione                       | 14 380     | 0,05  |  |  |  |  |  |
| Nwokeafor Ikechukwu Ndubuisi     | Congresso Avanzato dei Democratici      | 11 325     | 0,04  |  |  |  |  |  |
| Maina Maimuna Kyari              | Congresso dei Popoli del Nord           | 10 081     | 0,04  |  |  |  |  |  |
| Altri <10000 voti (51 candidati) | -                                       | 166 698    | 0,61  |  |  |  |  |  |
| Totale                           | Totale                                  | 27 324 583 | 100   |  |  |  |  |  |
|                                  |                                         |            |       |  |  |  |  |  |
| Voti non validi                  | Voti non validi                         | 1 289 607  | 4,51  |  |  |  |  |  |
| Votanti                          | Votanti                                 | 28 614 190 | 34,75 |  |  |  |  |  |
| Elettori                         | Elettori                                | 82 344 107 |       |  |  |  |  |  |

### Elezioni parlamentari

#### Camera dei rappresentanti
| Liste                                   | Seggi |
| --------------------------------------- | ----- |
| Congresso di Tutti i Progressisti       | 216   |
| Partito Democratico Popolare            | 114   |
| Grande Alleanza di Tutti i Progressisti | 10    |
| Congresso Democratico Africano          | 3     |
| Partito della Redenzione del Popolo     | 2     |
| Alleanza d'Azione                       | 2     |
| Partito Socialdemocratico               | 1     |
| Partito Progressista Giovane            | 1     |
| Partito Laburista                       | 1     |
| Non assegnati                           | 10    |
| Totale                                  | 360   |

#### Senato
| Liste                             | Seggi |
| --------------------------------- | ----- |
| Congresso di Tutti i Progressisti | 64    |
| Partito Democratico Popolare      | 41    |
| Partito Progressista Giovane      | 1     |
| Non Assegnati                     | 3     |
| Totale                            | 109   |